# Ben Carson
Benjamin Solomon "Ben" Carson, Sr., född 18 september 1951 i Detroit i Michigan, är en amerikansk republikansk politiker, pensionerad neurokirurg och författare.
Mellan 2 mars 2017 och 20 januari 2021 var han USA:s bostadsminister i Trumps kabinett.

## Biografi
Ben Carsons far Robert Solomon Carson lämnade familjen när Carson var åtta år gammal. Carson och hans äldre bror Curtis uppfostrades därefter enbart av sin ensamstående mor Sonya.
Carson kunde tack vare ett stipendium läsa vid Yale University, där han 1973 avlade kandidatexamen i psykologi. Därefter avlade han läkarexamen, Medicine doktor, vid University of Michigan 1977. Efter studierna fick han anställning vid Johns Hopkins Hospital i Baltimore. Vid 33 års ålder (1984) blev han chef för barnneurokirurgiavdelningen vid Johns Hopkins Hospital. Carson blev 1987 den första kirurg som lyckats separera siamesiska tvillingar som var hopvuxna i huvudet. I mars 2013 meddelade Carson att han skulle pensionera sig som kirurg.
2008 tilldelades han Frihetsmedaljen av USA:s dåvarande president George W. Bush.
Carson har skrivit flera böcker varav sex har blivit bästsäljare. Hans första bok, Med livet i sin hand (originaltitel: Gifted Hands: The Ben Carson Story), utkom 1992 och är en självbiografi om hans fattiga uppväxt. Boken filmatiserades 2009 med Cuba Gooding Jr. i rollen som Carson. Sedan 2013 är Carson kolumnist för The Washington Times. Mellan åren 2013 och 2014 arbetade han även för Fox News.
Carson har haft prostatacancer och genomgick en lyckad operation för detta den 7 augusti 2002.
Carson gifte sig 1975 med Lacena "Candy" Carson, född Rustin. Paret träffades 1971 under studietiden vid Yale University. Tillsammans har de tre söner och är sedan 2013 bosatta i West Palm Beach, Florida.

## Politisk karriär

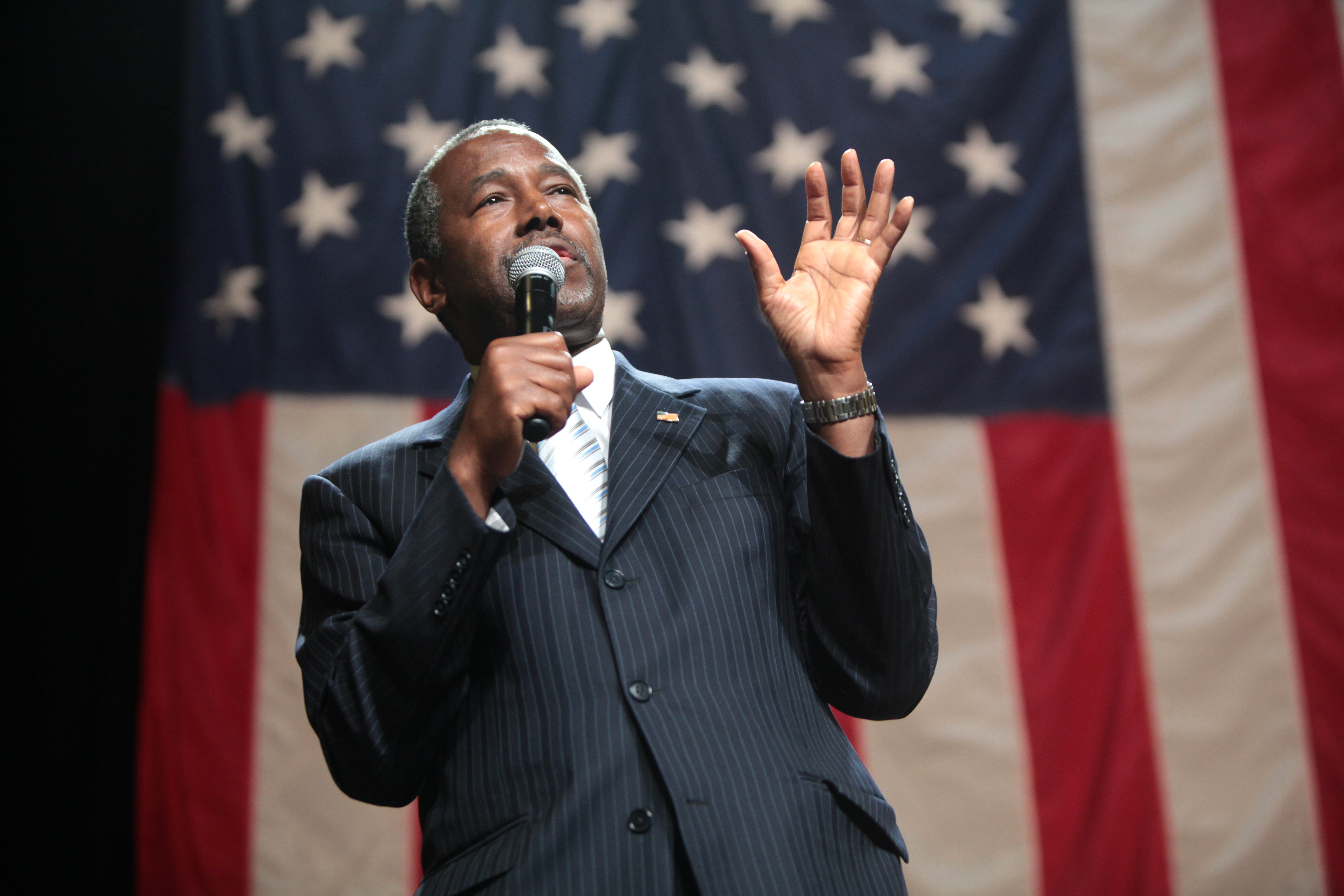
Carson talar i Phoenix, Arizona under sin primärvalskampanj i augusti 2015.

### Presidentvalskampanj 2016
I november 2014 gick Carson med i det republikanska partiet. Den 4 maj 2015 i sin hemstad Detroit meddelade Carson officiellt sin kandidatur till att bli republikansk presidentkandidat i presidentvalet 2016.
Carson är emot Barack Obamas sjukförsäkringsreform Obamacare och väckte uppmärksamhet när han uttalade sig om att den är det värsta som hänt sedan slaveriet. Carson är troende kristen och han och hans fru tillhör Sjundedagsadventisterna. Carson är emot samkönade äktenskap samt ifrågasätter evolutionsteorin. Carson beskriver sig som pro-life och anser att abort endast ska användas i fall där kvinnans hälsa är hotad. Han har jämfört abort med slaveri, och menar att aborträtten är lika förkastlig som den rätt som slavdrivare anser sig ha att göra vad de än önskar mot slavar. Carson var enligt egen utsago motståndare till såväl USA:s krig i Afghanistan som Irakkriget (2003).[källa behövs] Carson har politiskt stöd bland afroamerikaner och Tea Party-anhängare.
Efter att Carson inte vunnit ett enda av de republikanska primärvalen meddelade han i början av mars 2016 att han avslutade sin presidentkandidatur. Den 11 mars 2016 meddelade han istället sitt stöd för presidentkandidaten Donald Trump.

### USA:s bostadsminister
Den 5 december 2016 meddelade USA:s då tillträdande president Donald Trump att han valt att nominera Carson som bostadsminister i sitt kabinett. Nomineringen godkändes i USA:s senat den 2 mars 2017 och samma dag svors Carson in som bostadsminister.
Carson fick kritik för att ha spenderat runt 31 000 dollar på ett matsalsmöblemang till sitt kontor i slutet av 2017. Detta upptäcktes efter det att Helen Foster, en tjänsteman från USA:s bostadsdepartement, lämnat in ett skriftligt klagomål över att hon avsatts från sin tjänst sedan hon vägrat godkänna ett högre belopp än det utgiftstak på 5 000 dollar som föreskrivs för kontorsrenoveringar inom de amerikanska regeringsdepartementen. Carson och hans talesman hävdade att han hade liten eller ingen inblandning i köpet av matsalsmöblerna; senare avslöjade dock en granskning av relaterad e-postkommunikation att det var Carson och hans maka som valt möblemanget. Den 20 mars 2018 vittnade Carson inför USA:s representanthuskommitté för anslag och hävdade då att han hade avhänt sig ansvaret för beslutet att köpa in matsalsmöblemanget för 31 000 dollar och istället "lämnat det till min maka, du vet, att välja ut något."